# Fritz Huber
Pour les articles homonymes, voir Huber.
Fritz Huber, né le 21 janvier 1931 à Kitzbühel (Tyrol) et mort le 9 août 2017 dans la même ville, est un skieur alpin autrichien.
Il était membre du Kitzbüheler Ski Club.

## Biographie

### Arlberg-Kandahar
- Vainqueur du Kandahar 1952 à Chamonix
  - Vainqueur de la descente 1952 à Chamonix
  - Vainqueur du slalom 1955 à Mürren